# Trigonopterus crenulatus
Trigonopterus crenulatus – gatunek chrząszcza z rodziny ryjkowcowatych i podrodziny krytoryjków.

## Taksonomia
Gatunek ten opisany został po raz pierwszy w 2019 roku przez Alexandra Riedela na łamach „ZooKeys”. Współautorem publikacji jest Raden Pramesa Narakusumo. Jako miejsce typowe wskazano górę Karre, znaną także jako Wokim, położoną w Rantepao w kabupatenie Tana Toraja w indonezyjskiej prowincji Celebes Południowy. Epitet gatunkowy oznacza po łacinie „karbowany”.

## Morfologia
Chrząszcz o ciele długości od 2 do 2,3 mm, wysklepionym, w zarysie prawie jajowatym ze słabym przewężeniem między przedpleczem a pokrywami, ubarwionym czarno z rdzawymi czułkami i odnóżami. Ryjek samca zaopatrzony jest w listewkę środkową i parę listewek przyśrodkowych. Epistom samca ma w tyle listewkę przedłużoną w ząbek. Powierzchnia przedplecza jest urzeźbiona poprzecznymi, karbowanymi żeberkami i głębokimi bruzdami. Pokrywy mają głębokie rzędy z gęstymi punktami oraz żeberkowate międzyrzędy. Na udach przedniej pary brak jest ząbków, na tych pary środkowej i tylnej występuje pojedynczy, mały ząbek. Tylna para odnóży ma na udach przedwierzchołkową łatkę strydulacyjną. Genitalia samca mają prącie o bokach prawie równoległych oraz szczycie prawie ściętym, skąpo porośniętym szczecinkami. Otwór u nasady prącia ma poprzeczną klamerkę. Aparat przenoszący jest biczykowaty, a przewód wytryskowy jest wyposażony w wyraźny bulbus.

## Ekologia i występowanie
Ryjkowiec ten zasiedla górskie lasy. Spotykany jest na rzędnych 1460 m n.p.m. Bytuje w ściółce.
Owad orientalny, endemiczny dla Celebesu, znany tylko z lokalizacji typowej w prowincji Celebes Południowy.